# Claudio Corte
Claudio Corte (vers 1514- 16??) est un écuyer italien de la Renaissance, fondateur de l'équitation académique.

## Biographie
Les principales informations concernant la vie de Claudio Corte proviennent de ses propres écrits.
Claudio Corte est né à Pavie vers 1514. Son père, Giovanmaria della Girola, était d'une famille de petite noblesse originaire de Padoue. Il servit Ludovic le More et Bartolomeo d'Aviano, et fut l'écuyer successivement d'Isabelle d'Aragon et de Prospero Colonna avec qui il participa à la bataille de Bicocca en 1522. Giovanmaria était un displine et neveu de l'écuyer Evangelista Corte à qui Claudio Corte attribue la paternité d'une sorte de martingale appelée camarra et d'une façon particulière de tresser la queue des chevaux. 
Du côté de sa mère, il est originaire de Mantoue. Pour cette raison et, de son propre aveu, il porta une grande estime aux chevaux de l'élevage des ducs de Mantoue. Il travaille d'abord au service d'Isabelle d'Aragon. À sa mort en 1524, il devient page de Vespasiano Colonna, duc de Trasetto et comte de Fondi. Plus tard, en 1556-1557, pendant la guerre entre Philippe II d'Espagne et Paul IV, il est écuyer de Bonifacio Caetani, avant d'entrer au service du cardinal Alexandre Farnèse à qui il dédicacera la première édition de Il cavallerizo. La période exacte pendant laquelle il resta au service de celui-ci n'est pas connue avec précision. Il semblerait, compte-tenu de ce qu'il écrit dans la préface de son ouvrage, que ce fut pendant une courte période, juste avant le séjour du cardinal en France de novembre 1552 à juin 1554. Il dit lui-même qu'il ne fit pas le voyage par delà les Alpes.
Ensuite, peut-être grâce à la notoriété internationale que son ouvrage lui permit d'acquérir, Claudio Corte fut invité en Angleterre par Robert Dudley, comte de Lancaster, qui était l'un des favoris de la reine Élisabeth Ire et son maître d'équitation. L'ouvrage de Corte avait été traduit en anglais par Thomas Bedingfield et publié en 1584 à Londres par H. Denham sous le titre, The art of Riding. Il devient écuyer de la reine et du comte de Lancaster. Il quitta l'Angleterre plusieurs années plus tard. Il se rendit probablement directement en France où une nouvelle édition de son livre fut publiée en 1573 chez Marsili à Lyon, dédiée à Charles IX. Dans cette dédicace, il précise qu'il a servi le père du roi, Henri II, lorsque celui-ci se battit le long du Rhin, probablement lors du "voyage d'Allemagne" de 1552, et qu'il demeura à Paris pendant sept années à partir de 1563 ou 1564. 
Comme il le précise dans ses écrits, il ne fut pas, du moins jusqu'en 1562, l'écuyer d'un roi ou d'un empereur, et n'a jamais monté de chevaux vraiment célèbres. Il n'a jamais participé à des tournois ou à des combats chevaleresques. A ses détracteurs, il réfute qu'il a toujours servi des nobles importants, comme le Cardinal Farnèse, et qu'un bon théoricien n'a pas besoin de verser dans la pratique.  
Il avait l'intention d'écrire un autre ouvrage sur les infirmités pouvant arriver au cheval, leurs origines et leur traitement. Soit il ne l'a pas écrit, soit cet ouvrage ne nous est pas parvenu.

## Il cavallerizo
Son ouvrage, dont le titre complet est Il cavallerizo di Claudio Corte di Pavia, parait en 1562 à Venise chez Giordano Ziletti. Une deuxième édition sort du même éditeur en 1573, en même temps que l'édition française.
Il est divisé en trois livres. Le premier livre traite de la nature du cheval, des robes, de la reproduction, de la sélection, des soins et de l'élevage; le second livre des poulains, des embouchures, des différents airs de manège et de leur enseignement. Le troisième livre consiste en une série de trois dialogues entre l'auteur et son élève Prospero sur la personnalité du cavalier. Cette technique théâtrale est relativement fréquente dans les manuscrits hippiques italiens de la fin du XVIe et du début du  XVIIe siècle. Il explique qu'il n'aborde pas les sujets concernant la ferrure et le traitement des maladies, ceux-ci étant du ressort du maréchal-ferrant et du forgeron. Son intention est d'écrire sur tout ce qui concerne les chevaux et le bon cavalier. 
Contrairement à Federico Grisone et Cesare Fiaschi, Corte n'est pas issu d'une famille de la haute noblesse. Plus que cavalier, il est un intellectuel raffiné avec une remarquable culture littéraire qui apparait dans ses citations et dans les termes littéraires sophistiqués qu'il utilise dans son traité. Contrairement à ceux de ses prédécesseurs, son livre n'est pas uniquement un ouvrage technique, mais un écrit élégant qui dénote une culture étendue et une bonne connaissance du grec et du latin.

## Controverses
Claudio Corte était parfaitement lucide des conséquences induites par l'apparition des publications imprimées sur l'équitation qui permettait aux traités de Grisone et Fiaschi d'être diffusés plus largement qu'aucun autre manuscrit ne l'avait été jusqu'alors. Il mentionne explicitement ses prédécesseurs, y compris Giovan Battista Ferraro. S'il les remercie d'avoir été les précurseurs dans l'écriture de traités équestres d'un genre nouveau, il souligne aussi clairement l'originalité de son propre travail, poussant ses réflexions jusqu'à la controverse. Sa cible principale est Federico Grisone avec qui il est en désaccord sur plusieurs points, critiquant notamment ses méthodes brutales. Il décrit pour exemple sa manière pour faire céder un cheval rétif, suggérant qu'il soit corrigé par un homme à pied munis de badines qui cesse toute action dès que l'animal avance, dénigrant implicitement l'efficacité les moyens barbares recommandés par Grisone dont il énumère la liste.
Il est plus indulgent avec Fiaschi même s'il ne partage pas son intérêt pour la ferrure, sujet qu'il considère trop commun pour être traité par un homme de cheval. Il craint que l'utilisation de la notation musicale pour indiquer le rythme des exercices soit incompréhensible à la majorité des cavaliers. Il fait remarquer que les auteurs classiques et de l'époque médiévale, en faisant toutefois une exception partielle pour Xénophon, n'ont traité que des aspects spécifiques du cheval, focalisant principalement leurs travaux  sur les soins et la race des chevaux. Il considère qu'il se distingue totalement de cette tradition et qu'il a publié des travaux plus complets et plus documentés qui couvrent tous les aspects de la culture équestre dont un cavalier a besoin.
Claudio Corte prétend que le cheval a une double nature où coexistent à la fois les caractéristiques d'un animal domestiques et celles d'un animal sauvage. Pour tirer le meilleur parti de cette complexité, son dresseur doit user de raison et de patience. Par dessus tout, l'équitation est bénéfique au corps, génère une humeur joyeuse et bannit la mélancolie. Les chevaux sont aussi très utiles aux états car ils fournissent une formidable arme de guerre aux armées qui fait de la cavalerie la plus noble des troupes. Le cheval élève l'homme dans la bataille, compense ses faiblesses physiques et l'exalte dans les tournois et les joutes. C'est pourquoi il est le complément indispensable à tout gentilhomme qui sera jugé par ses congénères sur sa façon de monter et de gérer sa monture.
Selon Corte, les spectacles avec des chevaux sont les plus beaux car même l'homme le plus fruste et le plus vulgaire a plaisir à voir ces animaux exécuter les exercices d'école. La docilité, l'obéissance, l'intelligence, l'amour et la mémoire sont les qualités qui rapprochent le cheval de l'humain. D'après lui, c'est de cette ressemblance qu'est né le mythe du Centaure dont le haut du corps a l'apparence d'un homme, ce qui induit que l'intelligence humaine domine le physique incontrôlable de l'animal.
Il prétend que le cheval a un tempérament chaud et qu'il "est très apte au coït et très enclin à l'amour", et que, comme l'homme, il rêve quand il dort, affirmation qui a été confirmée par des études éthologiques modernes. Sa description passionnée atteint un niveau poétique inattendu quand, en écho à un passage de Xénophon, il dit qu'au printemps, comme les femmes charmantes, les juments se vantent de la beauté de leur crinière et de leur queue, et pour cette raison, elles refusent de s'accoupler avec les ânes, imposant aux hommes de cheval d'imaginer des stratagèmes s'ils veulent produire des mules. 

## La couleur des robes et la théorie des humeurs
Claudio Corte décrit en détail la pseudo-théorie selon laquelle le couleur de la robe révèle le caractère de l'individu. Cette croyance s'appuie sur la théorie des humeurs qui fut développée par Hippocrate et Galien. Il partagea la croyance en cette doctrine avec la plupart de ses confrères de la Renaissance et avec les auteurs des deux siècles qui suivirent, mais lui seul fournit autant d'explications sur ce sujet. Cette théorie était la première qui était avancée pour expliquer la cause des maladies, remplaçant les croyances religieuses et la magie. Selon Corte, la chaleur naturelle gouverne l'assimilation des humeurs dans le corps de l'animal. Ce process engendre des "vapeurs de suie" qui sont poussées vers le haut par la force de cette même chaleur et qui exercent une pression pour sortir du corps. L'écoulement se fait par les pores et par la peau, là où cela lui est le plus facile. Quand ces vapeurs entrent en contact avec l'air, elles s'épaississent, formant des crins et des poils plus ou moins gros ou fins en fonction de l'intensité de la chaleur qui les a expulsés. Ils prennent ensuite une couleur différente selon l'humeur d'où provenait la vapeur qui les a généré. De la même façon, les crins sont raides ou bouclés selon que le passage que les "vapeurs de suie" ont emprunté était sec ou humide, droit ou en courbe. Pour cette raison, Corte affirme que la qualité de la robe donne une bonne indication du tempérament des chevaux, "de leur plus grande chaleur ou froideur, de leur sécheresse et de leur moiteur. Ainsi, la couleur et la qualité de leur crinière provient des quatre humeurs (sang, colère, mélancolie et passivité) et des qualités correspondantes (chaleur, froideur, sécheresse et moiteur)".
Chacune de ces humeurs et de ces qualités génère une couleur de robe différente; le sang génère les robes baies, la colère produit les robes alezanes, la mélancolie donne les robes noires et la passivité les robes grises. Ces qualités ne sont presque jamais parfaites mais se combinent les unes avec les autres. Corte rejoint l'opinion générale de l'époque qui avait une préférence pour les bais, les gris pommelés et les alezans brûlés. Les rouans étaient aussi appréciés car ils combinent les qualités des quatre principales robes. Il a peu de considération pour les chevaux noirs bien qu'il admette qu'il en existe de bons spécimens. Enfin, il est sceptique sur la signification des balzanes. N'ayant pas réussi à trouver d'explications convaincantes, il se réfère à l'autorité des anciens selon laquelle une jambe avec des balzanes serait plus lente et plus faible. Sur ce point, il émet toutefois quelques réserves, concluant que son expérience lui avait prouvé la non-pertinence des interprétations des balzanes et autres marques extérieures.

## Innovations techniques
Les travaux de Claudio Corte comportent des innovations techniques, notamment de nouveaux exercices de travail qui sont toujours pratiqués de nos jours, parfois avec quelques légères adaptations. Ces innovations n'ont pas été inventées par Corte lui-même, mais il a eu le mérite de les détailler dans son traité et ainsi d'en renforcer la pratique. Ces innovations avaient pour objectif de préparer le cheval de guerre. Elles s'ajoutent aux exercices et aux sauts d'école mentionnés auparavant par Grisone et Fiaschi. Il mentionne aussi des airs qui peuvent être qualifiés de "fantaisie" comme ceux dans lesquels le cheval se cambre, prend dans sa bouche des objets disposés sur le sol et les donne à son cavalier, ou encore ne permet qu'à son seul cavalier de le monter, est monté sans rênes ou sans gourmette, ou travaille sans cavalier.
Le point de départ de tout travail est le travail sur les cercles, dont l'utilisation selon Corte date de la Grèce antique, et a été mentionnée par Platon et Xénophon. Il propose une actualisation des torni de Grisone qu'il renomme rote, les roues, contestant l'auteur napolitain qui attribue leur invention à son maître Cola Pagano. Les rote de Corte consistent à faire effectuer ua cheval une ligne droite au bout de laquelle il enchaîne trois cercles de 8 à 12 mètres, puis revient sur la même ligne droite et effectue trois cercles plus petits, d'environ 2 à 3 mètres de diamètre. L'objectif est le rendre le cheval plus agile et plus gracieux, de l'habituer à avoir un contact franc avec la bride, et de vaincre les résistances aux deux mains. Une fois le cheval confirmé sur le travail sur les cercles, il propose de commencer un nouvel exercice appelé caragolo, la spirale. Au trot, le cheval exécute une spirale, un repolone (une volte suivie d'une ligne droite, puis d'une autre volte), et enfin une autre spirale. Corte considère cet exercice comme le plus important de tous les exercices. Selon lui, il produit les mêmes bénéfices que le travail sur le cercle, mais permet de rendre le cheval plus agile dans un temps plus court. Lorsque le cheval est capable de l'effectuer au galop, il gagne en valeur esthétique, prouve sa docilité et son bon fonctionnement acquis grâce à la compétence de son cavalier. 
L'esse serrato, l'S serré, est un autre exercice innovant décrit par Claudio Corte. Il consiste en un huit de chiffre dans lequel le cavalier va vers le haut en exécutant un repolone et arrête le cheval sur la ligne droite. Il recommande de l'exécuter sur une distance assez longue au début et de progressivement réduire la longueur afin que le cheval s'habitue et devienne plus souple dans les courbes. Il considère que cet exercice est un prérequis avant d'exécuter la passade. Le dernier exercice proposé par Corte est le serpeggiare, la serpentine. Cet exercice améliore l'équilibre du cheval et son obéissance à la main et à la jambe. Il est utile pour éviter les tirs pendant les batailles et lors des escarmouches. Corte argumente que les chevaux, et particulièrement les plus généreux et les plus nobles, aiment exécuter l'exercice. Il ajoute que malheureusement il est généralement négligé par les écoles d'équitation où courbettes et pesades sont largement pratiquées.  
Claudio Corte est aussi le premier auteur à mentionner l'usage du travail en main, avec le cavalier au sol qui guide le cheval avec les rênes. Cet exercice connaitra ensuite un développement remarquable car il permet au cheval d'apprendre les différents exercices de dressage sans qu'il soit perturbé par le poids du cavalier. Corte le recommande pour l'apprentissage du reculer. Si le cheval résiste aux aides du cavalier, ce dernier doit retirer la selle et prendre dans chaque main les rênes attachées au caveçon, puis pousser gentiment le cheval jusqu'à ce qu'il comprenne ce qu'il doit faire. Dès que le cheval a effectué quelques pas de reculons, le cavalier remonte en selle et lui demande le reculer. S'il résiste de nouveau, il recommence l'exercice au sol. 
Sur les autres sujets techniques, les écrits de Corte ne diffèrent pas de ceux de ses prédécesseurs. Comme eux, il considère que la voix est une aide très utile et qu'il faut varier de ton en fonction des circonstances, suggérant qu'en certaines occasions, comme au galop, il faut chuchoter au cheval. Mais la voix ne doit pas être utilisée avec les chevaux mis, ni en présence de spectateurs. Une seule exception est admise, quand la voix du cavalier marque le rythme des sauts d'école. Il est d'accord avec l'idée que les aides, quelles qu'elles soient, ne doivent pas être visibles, de sorte que les chevaux semblent obéir au cavalier en suivant un art occulte. Comme Fiaschi, il n'apprécie pas les pesades et les courbettes qu'il juge dangereuses pour les chevaux de guerre. Il estime les sauts d'école et se vante d'avoir été le premier à effectuer à Rome, devant un public sélectionné, un galop sur une volte. Gianbatista Pignatelli, écuyer d'Alexandre Farnèse, assista à l'évènement. Contrairement à ses prédécesseurs, il parle peu des embouchures et s'excuse de ne pas avoir enrichi son traité des illustrations habituelles de mors car plusieurs de ses amis le pressaient de publier son ouvrage. Il considère toutefois que l'on reconnait le véritable homme de cheval à sa capacité de savoir choisir le bon mors.

## Les chevaux depalioet de courses
Le palio était une compétition déjà très populaire du vivant de Claudio Corte. On considérait que les chevaux barbes originaires d'Afrique du Nord étaient les meilleurs chevaux pour ces courses, mais les chevaux venant de Scythie, région des steppes d'Asie centrale, étaient aussi appréciés. Selon Corte, les meilleurs chevaux italiens étaient les Barbes de l'élevage de Mantoue. Mais il pensait aussi que l'on pouvait trouver des chevaux sans race et des chevaux rustiques qui pouvait très bien servir pour cette pratique. Ils avaient l'avantage d'être en général très robustes et parfaitement acclimatés au climat italien, et nécessitaient donc moins d'attention que les chevaux des autres races, plus délicats et moins fougueux. 
Il considère que tous les chevaux de compétition doivent faire l'objet d'une attention extrême. Ils doivent être nettoyés et massés avec soin chaque matin, leur régime doit être étroitement géré. En plus de la paille et de l'orge, il préconise qu'on leur donne des mashes, mélanges de son, d'avoine et de graines de lin, chauds et froids, qui seront enrichis d'œufs les jours de course, ou d'herbes spécifiques achetées directement chez l'apothicaire. Il recommande encore de castrerles chevaux afin d'éviter que leurs nerfs se durcissent. 
L'entrainement doit être progressif, en augmentant peu à peu les distances jusqu'à effectuer la longueur de la course, sans jamais laisser le cheval aller à son maximum de vitesse, sauf pour de courts sprints. Tout de suite l'exercice terminé, les jambes de l'animal doivent être nettoyées avec de la lessive et du vin chaud, et il ne doit pas retourner à l'écurie avant d'être sec et avoir été nettoyé. La veille de la course, ses tendons doivent être graissés avec de la moelle de cerf, et ses jambes doivent être nettoyées avec une infusion de roses sèches, de romarin, de sauge, de feuilles de cèdre et de camomille. Le matin de la compétition, les soins doivent être intensifiés, et juste avant que le cheval n'aille se présenter devant les cordes de départ, ses jambes, son ventre, son pénis et ses testicules doivent être graissés avec une huile d'excellente qualité. Selon Corte, les jockeys de ces courses doivent être "petits, secs, nerveux, agiles, vifs, avec un bon intellect et une bonne mémoire, et amoureux de ce métier". 
Claudio Corte pense qu'il faut être un peu plus indulgent avec les chevaux de races nordiques, non pas qu'ils soient paresseux, mais car timides et fiers. Leurs défauts dépendent plus de l'incompétence de leurs dresseurs que d'une nature déficiente. A titre d'exemple, il cite le cas d'un cheval qu'il a entrainé et qui avait été ruiné par son propriétaire, un noble romain, qui avait continuellement changé de bride et l'avait maltraité de diverses façons. Il partage l'admiration de ses contemporains pour les chevaux espagnols dont il admire la beauté et dont l'unique défaut est d'avoir les sabots fragiles. Cependant, et en cela sa pensée est innovante, il considère les chevaux portugais encore meilleurs, et il apprécie tout particulièrement les cavaliers portugais  qui "font une grande profession de les avoir rapides et habiles". 

## Ecuyer et courtisan
Le troisième livre du traité de Claudio Corte a pour objectif de faire reconnaitre la place sociale de l'écuyer en reprenant l'exemple consacré de Baldassare Castiglione. Comme son modèle, Le livre du Courtisan, cette partie du traité est écrite sous la forme d'un dialogue. L'intrigue, sur laquelle ce dialogue est construit, est une dispute amicale entre Fra Prospero Riccp, un gentilhomme milanais décrit comme un excellent cavalier, et l'auteur. De ce dialogue, il est possible de déduire les qualités que Corte considère nécessaires pour que l'écuyer parvienne à la perfection à laquelle tout gentilhomme bien né est enclin. Selon lui, un bon écuyer peut être illettré, mais il sera beaucoup plus fatigué et aura moins d'autorité sur son cheval. Les personnes éduquées connaissent donc mieux la nature profonde des chevaux. L'écuyer ne doit pas seulement être compétent en équitation, mais aussi dans les autres disciplines nécessitant l'usage du corps, comme la danse, la lutte et l'escrime. Il doit aussi apprendre le latin et le grec dès son plus jeune âge et doit avoir un certain savoir musical, et au minimum une bonne connaissance du rythme. Corte dit reprendre les opinions de Platon, Xénophon, Cicéron et Castiglione. Il admet que cela constitue le portrait de l'écuyer parfait que personne n'a jamais rencontré . 
Toujours selon lui, le véritable écuyer doit être de sang noble. même si la majorité de ceux qui pratiquent cette profession ne sont pas aristocrates; il considère l'héritage du sang comme fondamental car il implique le désir d'imiter ses ancêtres et de respecter ses contemporains. Cette assertion reflète les préjugés et les conventions sociales du XVIe siècle, même s'il se contredit lui-même, ayant auparavant relevé que l'habileté dans l'art équestre, combinée à un comportement convenable et honorable, est un instrument d'émancipation dont l'efficacité est démontrée par l'exemple de nombreux garçons d'écurie qui devinrent les écuyers de familles de la noblesse. Il s'emmêle aussi dans une théorie étrange comme quoi il ne suffit pas à l'écuyer d'être noble, mais il doit encore avoir été élevé par sa mère, car c'est la seule façon pour un enfant d'avoir le comportement aristocratique de ses parents! 
Tout comme le courtisan, l'écuyer doit être beau, mais pas jusqu'au point d'apparaitre efféminé. Reprenant les idées de Castiglione, la beauté induit la qualité suprême de tout aristocrate de la société de l'ancien régime, la grâce. Doivent y être associées la prudence et la patience qui permettent bien mieux que la violence de soumettre les chevaux, mais qui sont aussi les qualités essentielles pour négocier avec les hommes, notamment avec ceux rarement bienveillants qui fréquentent les cours. Un homme qui veut être respecté ne doit jamais compromettre son honneur. Il recommande à l'écuyer d'être marié car "un homme qui a ni femme ni enfant à la maison, n'a que peu d'autorité sur les choses essentielles".  
Enfin, l'écuyer doit connaitre l'art de la conversation, il doit être bon orateur, mais éviter la flatterie, rechercher la conversation des gentilshommes, mais fuir toute affectation. Il doit toujours être présent quand son prince monte à cheval, être responsable de tout ce qui concerne les écuries de son maitre, savoir commander les hommes qui y travaillent avec bonté et amour, mais en même temps avec fermeté et bon jugement. Il doit être digne, diligent et honnête. Il ne doit jamais trop parler de son art en public, gardant une certaine gravité et réserve qui renforceront son autorité et sa prestance. Cette réserve permet de distinguer le véritable écuyer de tous ceux qui sont toujours prêts à émettre des jugements et des suggestions sans qu'on leur demande, sans jamais fournir la preuve de leur compétence.